# Ессам Абдель Фаттах
Ессам Абдель Фаттах (араб. عصام عبد الفتاح; нар. 30 грудня 1965, Каїр) — колишній єгипетський футбольний арбітр. Арбітр ФІФА з 2001 по 2010 рік.

## Кар'єра
Фаттах став арбітром ФІФА з 2001 року, але свій перший міжнародний матч відсудив в 2003 році, в якому зустрічались збірні Марокко і Сьєрра-Леоне. Він працював на Олімпійських іграх 2004 року в Афінах, Кубку африканських націй у 2004 та 2006 роках, а також на молодіжному чемпіонаті світу 2005 року у Нідерландах.
Ессам став одним з арбітрів на чемпіонаті світу 2006 року в Німеччині. Там був призначений на матч Австралії проти Японії, після якого був підданий сильній критиці через велику кількість помилок. З тих пір не працював на матчах під егідою ФІФА, тим не менш продовжив судити ігри під егідою КАФ, в тому числі поїхав і на Кубок африканських націй 2010 року.